# Julieta Constanza Lazcano
Julieta Constanza Lazcano (ur. 25 lipca 1989 roku w Córdobie) – argentyńska siatkarka, reprezentantka kraju, grająca na pozycji środkowej.
Jej partnerem życiowym jest siatkarz Nicolás Lazo.

## Sukcesy klubowe
Puchar CEV:
- 2008

Liga włoska:
- 2008, 2009

Superpuchar Włoch:
- 2008

Puchar Włoch:
- 2009

Liga indonezyjska:
- 2023

Klubowe Mistrzostwa Ameryki Południowej:
- 2025[3]

## Sukcesy reprezentacyjne
Mistrzostwa Ameryki Południowej Juniorek:
- 2006

Puchar Panamerykański:
- 2015

Igrzyska Panamerykańskie:
- 2019

## Nagrody indywidualne
- 2017: Najlepsza blokująca Mistrzostw Ameryki Południowej
- 2025: Najlepsza środkowa Klubowych Mistrzostw Ameryki Południowej